# Haniak
Haniak (niem. Hannig) – szczyt w Górach Złotych w Sudetach wschodnich

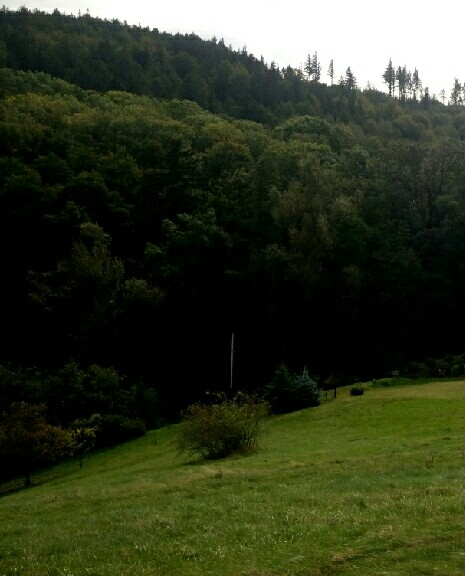
Zdjęcie przedstawia szczyt Haniak

## Nazwa
Nazwa szczytu Haniak, wywodząca się od niemieckiej formy Hannig, jest adaptacją imienia Johannes. Nazwa charakterystyczna dla Dolnego Śląska.

## Opis
Szczyt góry Haniak znajduje się na wysokości 536 m n.p.m.. Góra leży, na terenie należącym do wsi Mąkolno. Znajduje się przy drodze wojewódzkiej nr 390. Po północno-zachodniej stronie szczytu, znajduje się przysiółek Mąkolna Hanyszów. Od Wschodu górę ogranicza Wąwóz Kłodzki.

## Historia
Tereny, na których leży szczyt, od ok. roku 1248 należały do opactwa cystersów w Kamieńcu Ząbkowickim. Wydobywanie złota na wschodnich stokach tej góry sięga XIII wieku. Przez 7 wieków wydobyto tam kilka ton złota i kilkanaście tysięcy ton arszeniku.